# Ferenc Bene
Ferenc Bene (Balatonújlak, 17 de dezembro de 1944 — Budapeste, 27 de fevereiro de 2006) foi um futebolista húngaro.
Estatisticamente, embora não tão conhecido fora de seu país, foi um dos maiores vencedores do futebol húngaro. Ganhou oito vezes o campeonato nacional, do qual foi artilheiro seis vezes, além de, a exemplo da geração mágica de Ferenc Puskás, Zoltán Czibor, Sándor Kocsis, Nándor Hidegkuti e outros, também obteve um ouro olímpico. Foi nos Olimpíadas de 1964, da qual foi ainda artilheiro com doze gols em cinco jogos.

## Carreira em clubes
Bene passou a maior parte de sua carreira futebolística no Újpesti Dózsa (atual Újpest), onde debutou em 1962. Logo na primeira temporada, foi artilheiro do campeonato húngaro, com 23 gols. Seria o goleador máximo novamente em 1964, com 28, mas o primeiro título só viria em 1969, com nova artilharia.
Na mesma temporada, Bene venceu também sua primeira Copa da Hungria e, a partir dali, ele e o Újpesti ganhariam a liga húngara outras seis vezes seguidas, até 1975. No interím, Bene foi artilheiro também nos títulos de 1972, 1973 e 1975, e ganhou novamente a Copa da Hungria em 1970 e 1975.
Sua oitava conquista no campeonato veio em 1978, quando, aos 34 anos, encerrou seu ciclo no clube e foi jogar no Volán SC, onde teve ainda uma segunda passagem, na temporada 1983–84. Após um ano fora dos gramados, voltou à ativa no futebol finlandês, onde jogaria pelo Sepsi-78, pelo qual fez 10 gols. Teve ainda uma curta passagem pelo Soroksári VOSE em 1984, e sua aposentadoria definitiva deu-se em 1985, aos 41 anos, no Kecskemét.

## Vida pessoal
Seu filho, Ferenc Bene Jr., também seguiu a carreira de jogador, que foi limitada às divisões de acesso do Campeonato Húngaro, além de uma passagem pelo FC Jazz (Finlândia). Em 2005, sofreu uma queda em sua casa em Budapeste, falecendo em 27 de fevereiro de 2006.

## Seleção Húngara
Bene estreou pela Hungria já em 1962. Dois anos depois, participou de seu primeiro torneio, a Eurocopa 1964. Os magiares terminaram na terceira colocação, eliminados nas semifinais pela anfitriã Espanha de forma difícil: os espanhóis só venceram na prorrogação, a cinco minutos do fim. O tempo-extra só foi realizado pois Bene empatou a partida a seis minutos do fim do tempo normal. Ainda naquele ano, ele inspiraria seu país a ganhar a medalha de ouro olímpica, anotando doze gols em cinco partidas.

### Copa do Mundo de 1966
Bene logo formou na seleção um eficiente trio de ataque com Flórián Albert e János Farkas, deixando o experiente Lajos Tichy na reserva, e o país classificou-se sem muitos problemas para a Copa do Mundo de 1966. Na estreia, os húngaros foram dominados por Portugal  e perderam por 1 x 3, com ele marcando o único gol magiar.
A Hungria recuperou-se brilhantemente contra o bicampeão Brasil. Mesmo usando dez dos onze jogadores que no ano anterior perderam por 3 x 5 um amistoso contra uma Seleção Brasileira B no Morumbi, os húngaros tiveram desempenho soberbo. Bene inaugurou o placar com um gol que os brasileiros não estavam acostumados a levar: com dois minutos de jogo, ele pegou uma bola da direita, deixou Altair no chão com um drible seco, correu sem cobertura para a pequena área e ainda fintou Bellini antes de chutar no canto esquerdo de Gilmar. Ele ainda cavou o pênalti que seria convertido no terceiro gol da Hungria, que venceu por 3 x 1, ao ser calçado por trás por Paulo Henrique.
Seu terceiro gol viria na última partida da segunda fase, na vitória por 3 x 1 sobre a Bulgária, resultado que garantiu a classificação da Hungria e eliminou o Brasil. Nas quartas-de-final, porém, os magiares enfrentaram a União Soviética em um dos melhores dias do goleiro Lev Yashin, que realizou meia dúzia de grandes defesas, ao passo que o goleiro húngaro József Gelei falhou nos dois gols soviéticos, que venceu por 2 x 1. E foi de Bene o gol da Hungria, muito prejudicada também pela marcação dura exercida sobre Flórián Albert, o arquiteto das jogadas magiares.

### Pós-1966
Dois anos depois, os mesmos soviéticos eliminaram a Hungria de disputar a fase final da Eurocopa 1968; na partida de ida, em Budapeste, os húngaros venceram por 2 x 0, mas o oponente conseguiu ganhar por 3 x 0 em Moscou. A Copa de 1966 acabaria sendo a única de Bene; nas eliminatórias para a Copa do Mundo de 1970, em chave que só concedia uma vaga, húngaros e tchevoslovacos eram os favoritos sobre os elencos inferiores de Dinamarca e Irlanda. E os favoritos realmente terminaram na frente, empatados em pontos, forçando um jogo-extra.
A Hungria, porém havia conseguido vencer o principal oponente em Budapeste e arrancado um empate em Budapeste, só não conseguindo a classificação por ter perdido para a Dinamarca em Copenhague. Na partida extra decisiva contra os tchecoslovacos, porém, os húngaros foram derrotados com facilidade por 1 x 4 em Marselha. Pouco mais de dois anos depois, Bene disputou seu último torneio pela Hungria, a Eurocopa 1972.
Foi o último pois o país surpreendentemente não se classificou também para a Copa do Mundo de 1974: bastava vencer a Suécia em Budapeste, mas os nórdicos conseguiram empatar em 3 x 3. Ambos os países, e também a Áustria, terminaram a última rodada do grupo nas eliminatórias empatados na frente com oito pontos. Porém, com menor saldo de gols, os húngaros foram eliminados, enquanto que os austríacos (que não participavam de Copas desde o mundial de 1958) puderam disputar um jogo extra com a própria Suécia no final de 1973 para definir quem ficaria com a vaga.
Os húngaros também não se classificaram para a Eurocopa 1976, ficando atrás do País de Gales em seu grupo nas eliminatórias. A Hungria, enfim, conseguiu classificar-se para a Copa de 1978. Apesar de ter terminado campeão húngaro pela oitava vez semanas antes do torneio, Bene acabou não incluído entre os convocados para o mundial da Argentina. No ano seguinte, realizou seu último jogo pela Seleção Húngara.